# Николаев, Сергей Михайлович (генерал)
Сергей Михайлович Николаев (1898—1989) — главный конструктор артиллерийских приборов, генерал-майор инженерно-технической службы (10.05.1944), лауреат Сталинской премии (1946), член-корреспондент ААН (14.04.1947), кандидат технических наук (1948), профессор (1960).

## Биография
Родился 12 сентября 1898 года в городе Ченстохов, ныне Польша. Русский.
После окончания Варшавского кадетского корпуса в Москве в июле 1916 поступил юнкером в Михайловское артиллерийское училище. С февраля 1917 года командир взвода 73-й артиллерийской бригады 73-й пехотной дивизии Западного фронта в районе Минска. После демобилизации в чине прапорщика с марта 1918 года работал монтером Большого драматического театра в Петрограде и служащим наркомата продовольствия Нарвского района.
В РККА с февраля 1919 года командир взвода, с августа 1919 года помощник командира батареи, с февраля 1920 года командир батареи 3-го легкого артиллерийского дивизиона 10-й стрелковой дивизии. Участвовал в боевых действиях во время Гражданской войны с февраля 1919 года по сентябрь 1921 года на Псковском фронте против белоэстонцев, на Польском фронте против белополяков и в подавлении банд Антонова в Тамбовской губернии.
С декабря 1921 года начальник связи 30-го легкого артиллерийского дивизиона 10-й стрелковой дивизии Московского военного округа в городе Острогожск. С мая 1922 года помощник командира батареи, с июля 1922 года командир батареи. С ноября 1922 помощник командира батареи артиллерийского дивизиона 48-й стрелковой дивизии Московского военного округа в городе Вышний Волочек. С мая 1923 года помощник командира батареи 1-й Северной группы тяжелой артиллерии особого назначения Московского военного округа в городе Детское Село. С октября 1923 года слушатель Высшей артиллерийской школы командного состава РККА в городе Детское Село. С сентября 1924 года командир батареи 31-го стрелкового полка 11-й стрелковой дивизии в городе Ленинград.

### Научная деятельность
С сентября 1925 года слушатель артиллерийского факультета Военно-технической академии РККА. С марта 1930 года член Научно-технического комитета Артиллерийского управления РККА. С декабря 1931 года член Научно-технического комитета Управления военных приборов РККА. С июня 1932 года председатель секции Научно-технического комитета Управления военных приборов РККА. С февраля 1933 года начальник сектора Управления военных приборов РККА. С января 1935 года помощник начальника отделения Научно-технического отдела Артиллерийского управления РККА. С июля 1935 года начальник отдела Артиллерийского научно-исследовательского института РККА в Ленинграде.
С апреля 1938 года главный конструктор завода № 69 Наркомата вооружения СССР в городе Красногорске Московской области. Одновременно с 1939 года вел педагогическую работу на кафедре «Оптико-механические приборы» Московского механико-машиностроительного института им. Н. Э. Баумана. С октября 1941 года по май 1945 года главный конструктор завода № 69 имени Ленина в городе Новосибирске. С мая 1945 года по февраль 1956 года начальник Специального конструкторского бюро № 2 Красногорского механического завода Министерства вооружения и с августа 1945 года по декабрь 1946 года главный конструктор советского управления заводами «Карл Цейсе» в городе Йене. По совместительству с августа 1948 года по июнь 1956 года старший преподаватель Академии оборонной промышленности в Москве. С февраля 1956 года начальник Центрального конструкторского бюро Государственного оптического завода в Красногорске. В апреле 1959 года уволен в отставку из кадров Советской Армии.
С июня 1959 года заместитель начальника Центрального конструкторского бюро по научной работе предприятия п/я 765 в Москве. Одновременно с 1960 год по 1980 год профессор кафедры приборостроения Московского института инженеров геодезии, аэрофотосъемки и картографии. С января 1965 года по январь 1972 года — ведущий инженер ЦКБ «Геофизика» в Москве.
Крупный специалист в области военных оптических приборов и их эксплуатации в армейских условиях. Автор более 10 научных трудов и нескольких авторских свидетельств на изобретения.
Умер 12 июня 1989 года в с. Архангельское Красногорского района Московской области. Урна с прахом захоронена в колумбарии Введенского кладбища города Москвы в родственной нише секции 10.

## Разработки
- главный конструктор оптических танковых прицелов ПТ-1, ПТК;
- руководил разработкой технической документации артиллерийской орудийной панорамы, которая является визирным и угломерным оптическим прибором наземной артиллерии и реактивных установок залпового огня;
- Большая стереотруба — бинокулярный гироскопический прибор с переменной пластичностью для наблюдения из-за укрытия, корректировки стрельбы, топографической подготовки данных;
- Приборы для миномётов МП-41, МП-42, используемые для боевых машин реактивной артиллерии.

## Награды и премии
- два ордена Ленина (1941, 1946[2])
- два ордена Красного Знамени (1944[2], 1952[2])
- орден Суворова II степени (18.11.1944)[3]
- два ордена Отечественной войны I степени (1945, 1985)
- орден Трудового Красного Знамени
- два ордена Красной Звезды (1943, 1944)
- медали
- Сталинская премия третьей степени (1946) — за создание новых и модернизацию существующих оптических прицелов для танков